# ویکی‌خبر

## تاریخچه
ویکی‌خبر در ژانویه ۲۰۰۳ به وجود آمد و در دسامبر ۲۰۰۴ زبان‌های زیر به آن اضافه شدند: آلمانی، فرانسوی، اسپانیایی، سوئدی، بلغاری، لهستانی، پرتغالی، رومانیایی، اوکراینی، ایتالیایی، صربی، ژاپنی، روسی، عبری، عربی، تایلندی، نروژی و چینی
در ۱۳ مارس، ۲۰۰۵ تعداد مقالات مربوط به ویکی‌خبر، از ۱٬۰۰۰ بیشتر شد.
در ۵ سپتامبر، ۲۰۰۷ تعداد مقالات نسخهٔ انگلیسی، از ۱۰٬۰۰۰ بیشتر شد.
در ۱۷ اکتبر، ۲۰۱۰ نسخه فارسی آن با آدرس وبگاه fa.wikinews.org به وجود آمد.
در ۲۷ فوریه، ۲۰۱۱ تعداد مقالات نسخهٔ فارسی، از ۵۰۰ بیشتر شد.